# Stereo * Type A
Stereo ★ Type A è il secondo album in studio del gruppo musicale statunitense Cibo Matto, pubblicato nel 1999.

## Tracce
1. Working for Vacation – 3:15
2. Spoon – 4:06
3. Flowers – 2:59
4. Lint of Love – 6:10
5. Moonchild – 5:13
6. Sci-Fi Wasabi – 3:43
7. Clouds – 3:27
8. Speechless – 4:32
9. King of Silence – 4:55
10. Blue Train – 5:21
11. Sunday Part I – 3:19
12. Sunday Part II – 3:38
13. Stone – 3:17
14. Mortming – 3:09

## Formazione
Gruppo
- Miho Hatori – voce, shaker, chitarra acustica
- Yuka Honda – produzione, sampler, organo, piano, sintetizzatore, clavicembalo, vocoder, voce
- Sean Lennon – basso elettrico, tastiere, batteria, chitarra elettrica, chitarra acustica, sintetizzatore, percussioni, vocoder, voce, chitarra a 12 corde, delay
- Timo Ellis – batteria, basso, voce, chitarra elettrica, chitarra acustica, basso a 8 corde, piatto

Altri musicisti
- Duma Love – voce, percussioni, beat box, turntable
- Marc Ribot – chitarra elettrica, chitarra acustica
- Dave Douglas – tromba
- Curtis Fowlkes – trombone
- Josh Roseman – trombone
- Dougie Bowne – hi-hat, piatti
- Sebastian Steinberg – basso
- Yumiko Ohno – moog, cori
- Vinia Mojica – cori
- Sequoia – cori
- Smokey Hormel – chitarra acustica
- John Medeski – clavinet
- Billy Martin – percussioni